# Enukleacja
Enukleacja (łac. enucleatio) – jeden z ostatecznych zabiegów na gałce ocznej wykonywany w niektórych poważnych schorzeniach jak np. nowotwory; polega na wyłuszczeniu gałki ocznej lub jej szczątków. Pacjenci poddani enukleacji gałki ocznej mogą doświadczać wrażeń fantomowych (ang. phantom eye syndrome, PES), np. w postaci nieokreślonych odczuć wizualnych w enukleowanym oku.